# ソラノ郡 (カリフォルニア州)

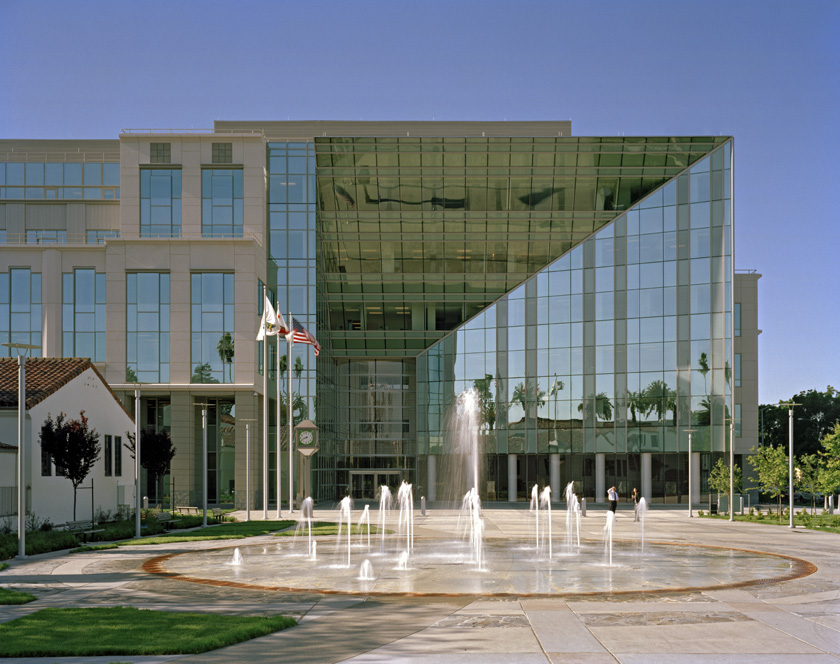
郡庁舎

ソラノ郡（英: Solano County）は、アメリカ合衆国カリフォルニア州のベイデルタに位置する郡であり、州都サクラメントの南西、サンフランシスコ市とのほぼ中間にある。サンフランシスコ・ベイエリアを構成する9つの郡の1つである。人口は45万3491人（2020年）。郡庁所在地はフェアフィールドであり、人口最大の都市はヴァレーホである。

## 歴史
ソラノ郡はカリフォルニア州が州に昇格した1850年に創設された郡の1つである。州になる前はベニーシャ郡と呼ばれていた。
マリアーノ・ヴァレーホ将軍の要請により、この地域に住みヴァレーホの親しい同盟者だったススン族インディアンのソラノ酋長からその郡名が名づけられた。当時ソラノ酋長は部族を率いてペタルーマ川とサクラメント川の間に住んでいた。ソラノ酋長は「勇敢なあるいは激しい手」を意味する「セムイェト」とも呼ばれていた。カトリック教会の伝道所で洗礼を受けたときに、スペインのフランシスコ会宣教師フランシス・ソラヌス神父に因んでスペイン名のフランシスコ・ソラノという名前を与えられた。「ソラノ」は北スペインの特にナバラ、サラゴザ、ラ・リオハではよくある姓である。

## 地理
アメリカ合衆国国勢調査局に拠れば、郡域全面積は907平方マイル (2,348 km2)であり、このうち陸地は829平方マイル (2,148 km2)、水域は77平方マイル (201 km2)で水域率は8.55%である。
フェアフィールドの直ぐ東にトラヴィス空軍基地(SUU)があり、カリフォルニア大学デービス校の南キャンパスの一部が郡内にある。

### 国立自然保護地域
- サンパブロ湾国立野生生物保護区（部分）

### 隣接する郡
- コントラコスタ郡 - 南
- ソノマ郡 - 西
- ナパ郡 - 西
- ヨロ郡 - 北
- サクラメント郡 - 東

## 都市
- ヴァレーホ
- フェアフィールド（郡庁所在地）
- バカビル
- サスーンシティ
- ベニーシャ
- ディクソン
- リオビスタ

### 国勢調査指定地域
- ベヒア
- バーズランディング
- バックタウン
- コリンズビル
- コーデリア
- エルミラ
- グリーンバレー
- メインプレーリー
- スカンディア[3]

## 環境問題

### 絶滅危惧種
ソラノ郡には多くの希少種や絶滅危惧種が生息している。例えば甲虫類のデルタグリーン・オサムシ（Elaphrus viridis）、野草で通称コントラコスタ・ゴールドフィールズのラステニア・コンジュゲンス（Lasthenia conjugens）、および一年草のレジェネレ・リモザ（Legenere limosa）通称「偽りのビーナスの鏡」、などである。
郡内にはヘイスティングス鉱山やセントジョンズ鉱山など幾つかの休止している辰砂鉱山がある。これら鉱山は20世紀の前半には採鉱が行われていたが、現在進行中の環境モニタリングの対象になっている。

## 交通

### 主要高規格道路

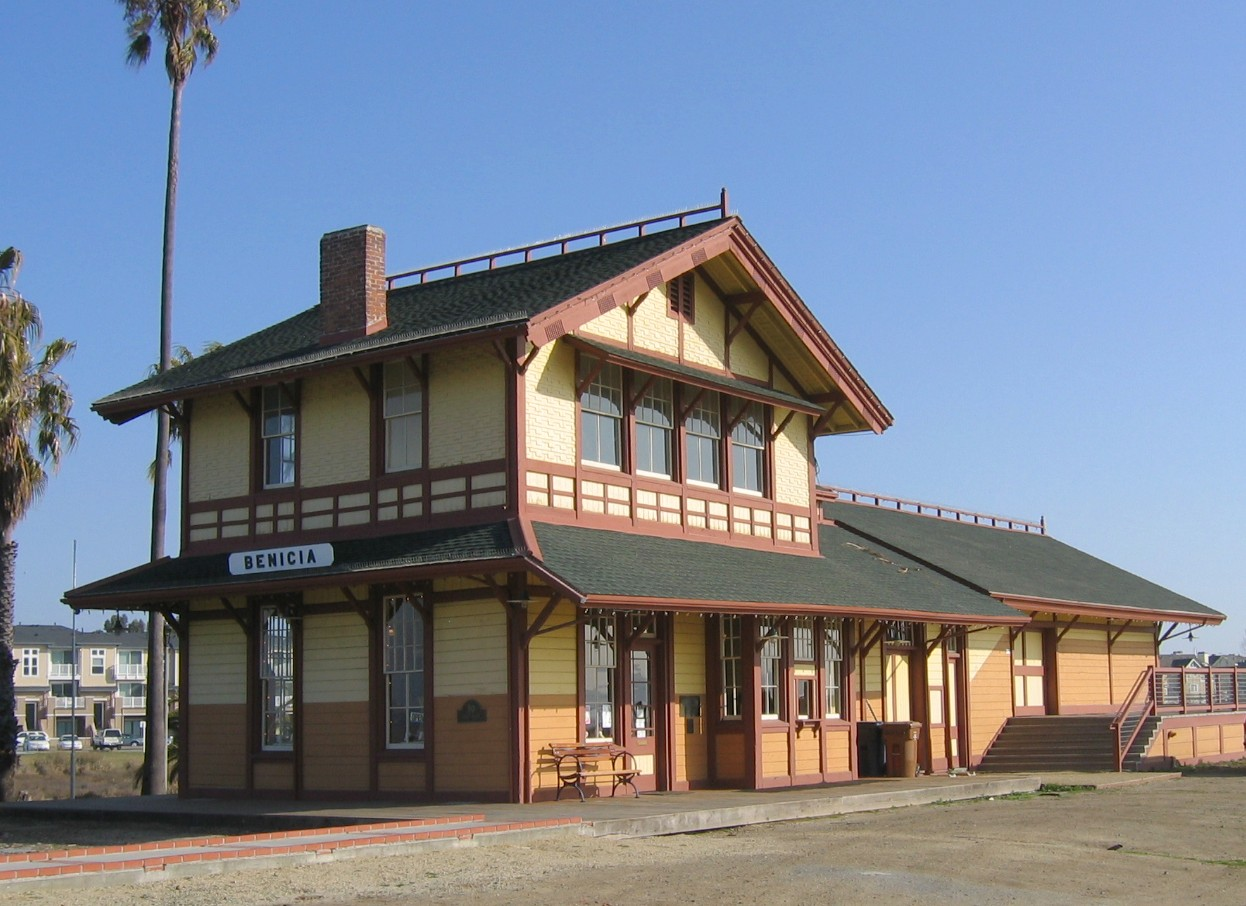
サザン・パシフィック鉄道のベニーシャ駅舎（1897年築）

- 州間高速道路80号線
- 州間高速道路505号線
- 州間高速道路680号線
- 州間高速道路780号線
- カリフォルニア州道12号線
- カリフォルニア州道29号線
- カリフォルニア州道37号線
- カリフォルニア州道84号線
- カリフォルニア州道113号線

### 公共交通
ソラノ郡には幾つかの公共交通運営機関がある。
- ヴァレーホ交通、サンフランシスコへのベイリンク・フェリーも運航している
- フェアフィールド・ススン交通
- ベニーシャ・ブリーズ
- バカビル・シティコーチ
- リオビスタ・デルタ・ブリーズ

各運営機関は相互に接続しており、郡内を乗り継いで移動することを可能にしている。またコントラコスタ郡内にあるバート（ベイエリア高速鉄道）の駅とも繋いでいる。他のナパ郡、ヨロ郡およびサクラメント郡の公共交通とも乗り継ぎができる。
グレイハウンドやアムトラックは長距離都市間輸送を担当している。

### 空港
郡内の一般用途空港としてはナットツリー空港とリオビスタ市民空港がある。

## 人口動態

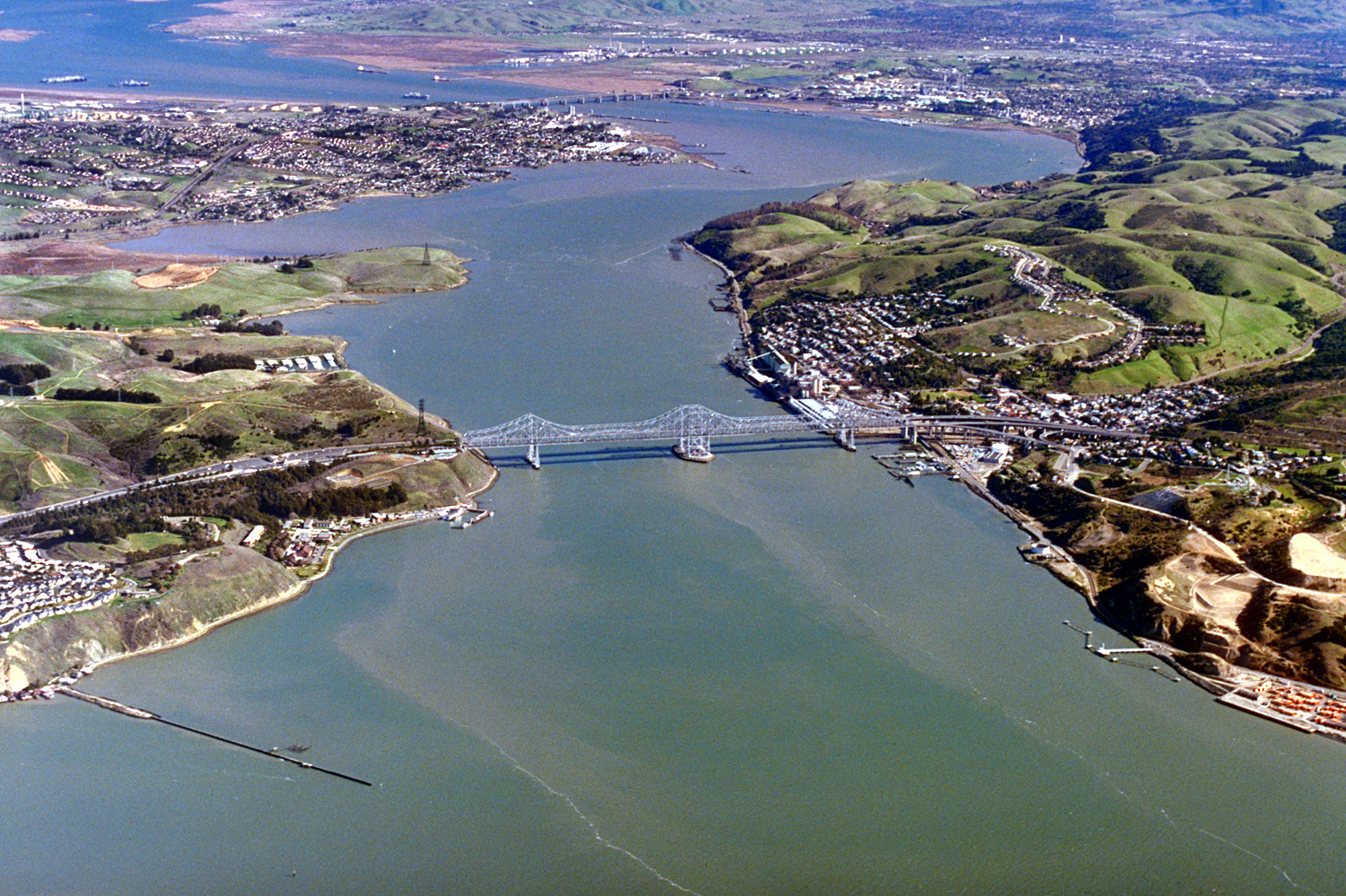
カルキネス海峡、ソラノ郡（左）とコントラコスタ郡を繋ぐカルキネス橋

以下は2000年国勢調査による人口統計データである。
| 基礎データ - 人口: 394,542人 - 世帯数: 130,403世帯 - 家族数: 97,411家族 - 人口密度: 184人/km2（476人/mi2） - 住居数: 134,513軒 - 住居密度: 63軒/km2（162/mi2） 人種別人口構成 - 白人: 56.37% - アフリカン・アメリカン: 14.91% - ネイティブ・アメリカン: 0.79% - アジア人: 12.75% - 太平洋諸島系: 0.78% - その他の人種: 8.01% - 混血: 6.39% - ヒスパニック・ラテン系: 17.64% - ドイツ系アメリカ人: 8.5% - アイルランド系アメリカ人: 6.4% - イングランド系アメリカ人: 6.0% 主たる言語による人口構成 - 英語: 75.7% - スペイン語: 12.1% - タガログ語: 6.6% | 年齢別人口構成 - 18歳未満: 28.3% - 18-24歳: 9.2% - 25-44歳: 31.3% - 45-64歳: 21.7% - 65歳以上: 9.5% - 年齢の中央値: 34歳 - 性比（女性100人あたり男性の人口） - 総人口: 101.5 - 18歳以上: 100.2 世帯と家族（対世帯数） - 18歳未満の子供がいる: 39.9% - 結婚・同居している夫婦: 55.7% - 未婚・離婚・死別女性が世帯主: 13.8% - 非家族世帯: 25.3% - 単身世帯: 19.6% - 65歳以上の老人1人暮らし: 6.5% - 平均構成人数 - 世帯: 2.90人 - 家族: 3.33人 収入と家計 - 収入の中央値 - 世帯: 54,099米ドル - 家族: 60,597米ドル - 性別 - 男性: 41,787米ドル - 女性: 31,916米ドル - 人口1人あたり収入: 21,731米ドル - 貧困線以下 - 対人口: 8.3% - 対家族数: 6.1% - 18歳未満: 10.3% - 65歳以上: 6.3% |

## 政治
ソラノ郡はアメリカ合衆国大統領および連邦議会選挙で民主党の強い地盤である。ただし、サンフランシスコ・ベイエリアの他の8郡に比べると共和党への投票比率は幾らか高い方である。大統領選挙で共和党が多数を取ったのは1984年のロナルド・レーガンが最後だった。
アメリカ合衆国下院議員の選挙ではカリフォルニア州第3、第7および第10選挙区の一部であり、第3選挙区は共和党議員、他の2つの選挙区は民主党議員が務めている。カリフォルニア州議会下院議員の選挙では、第7、および第8選挙区に入っている。カリフォルニア州議会上院議員の選挙では、第2および第5選挙区に入っており、すべて民主党議員が務めている。
2008年の命題8に関する住民投票で郡内投票者の55.9%は法案に賛成した。これは同性同士の結婚を禁止するためのカリフォルニア州憲法修正案だった。この命題に賛成したのはサンフランシスコ・ベイエリアの郡で唯一だった。同じ日に大統領選挙も行われており、バラク・オバマがジョン・マケインに28.5%の大差をつけたが、これは州全体の24%よりも大きな数字だった。